# 汤姆·拉加德
托马斯·约瑟夫·拉加德（英語：Thomas Joseph LaGarde，1955年2月10日—），美国NBA联盟前职业篮球运动员。他在1977年的NBA选秀中第1轮第9顺位被丹佛掘金选中。